# Yang Hilang
Albums de Anggun
Anggun C. Sasmi... Lah!!!
(1993) Au nom de la lune
(1997)
Compilations par Anggun
Best Of
(2006)
Yang Hilang est la 1re compilation indonésienne d'Anggun, paru en 1994.

## Présentation
Cette compilation ferme une carrière en tant que chanteuse de rock en Indonésie. Elle contient ses plus grands succès depuis 1989 ainsi que deux nouvelles chansons, "Yang Hilang" et "Masa-Masa Remaja". Certaines chansons qui avaient déjà du succès à l'époque n'ont pas été mise ("Takut", "Bayang Bayang Ilusi" et "Kembalilah Kasih") et elle ne contient aucune chanson de son premier album "Dunia Aku Punya". Après le lancement de cette compilation, sa compagnie de disques vend les dossiers de Bali Cipta puis Anggun s'installe à Londres, au Royaume-Uni pour poursuivre son rêve de devenir une chanteuse de renommée internationale.

## Liste des titres
| 1.  | Yang Hilang        | 4:47 |
| 2.  | Masa Masa Remaja   | 3:41 |
| 3.  | Ku Tak Ingin       | 4:44 |
| 4.  | Nafas Cinta        | 6:07 |
| 5.  | Anak Putih Abu Abu | 4:20 |
| 6.  | Mimpi              | 4:00 |
| 7.  | Tua Tua Keladi     | 4:41 |
| 8.  | Sentuhan Dewata    | 4:50 |
| 9.  | Gaya Remaja        | 3:58 |
| 10. | Problema Cinta     | 4:31 |
| 11. | Batu Batu          | 4:23 |
| 12. | Nocturno           | 4:13 |

## Classements
| Pays      | Meilleure position |
| --------- | ------------------ |
| Indonésie | 3                  |